# Feluka

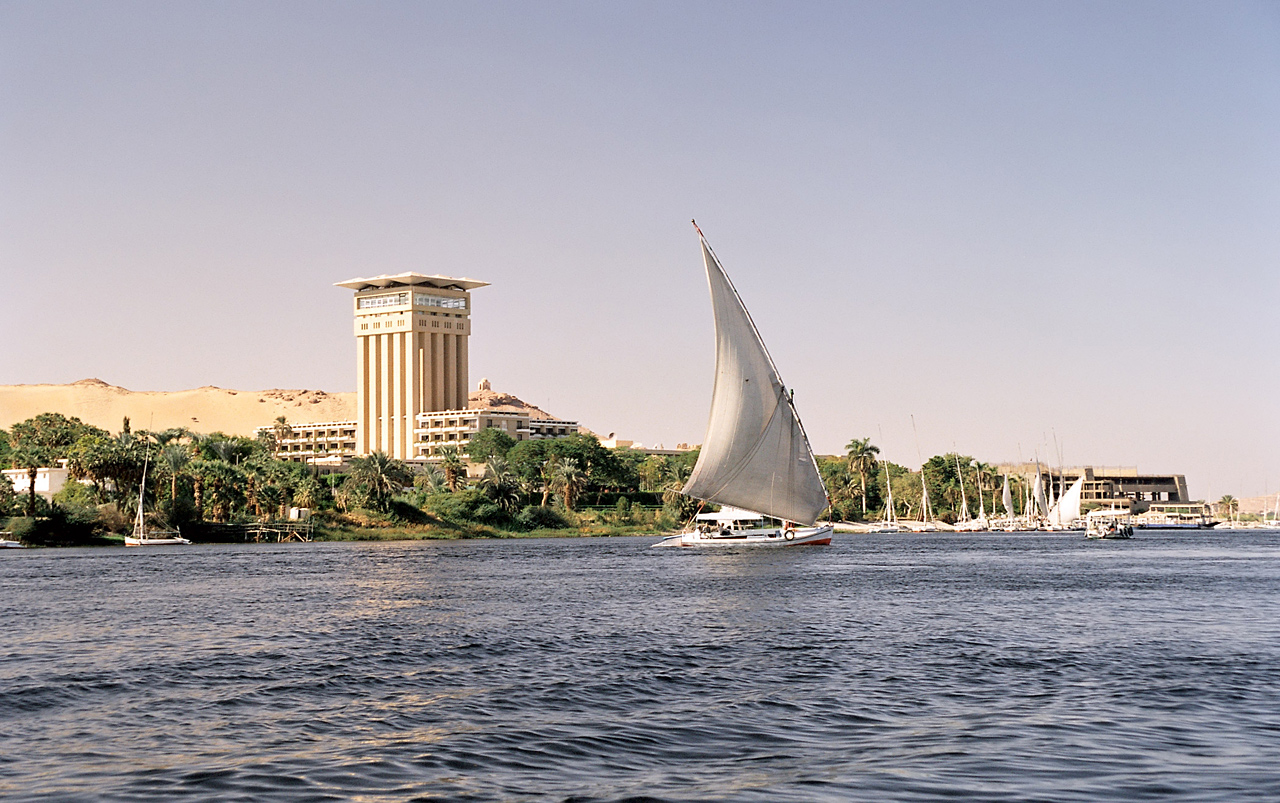
Feluka na tle wyspy Elefantyna w Asuanie

Feluka – rodzaj tradycyjnej łodzi żaglowej używanej na osłoniętych wodach Morza Czerwonego, na wschodnim Morzu Śródziemnym, a w szczególności na Nilu w Egipcie. Ożaglowanie feluki składa się z jednego bądź dwóch żagli łacińskich.
Łodzie te mogą zwykle zabierać na pokład kilkanaście osób, a załoga składa się z dwojga, trojga ludzi. Mimo że istnieją bardziej nowoczesne środki transportu, takie jak łodzie motorowe i promy, feluki są wciąż używane w leżących nad Nilem miejscowościach takich jak Luksor czy Asuan. Są szczególnie popularne wśród turystów, jako że zapewniają cichszą i spokojniejszą podróż, niż ich motorowe odpowiedniki.
Feluki były również używane do połowu ryb w zatoce San Francisco w XIX wieku przez imigrantów włoskich.

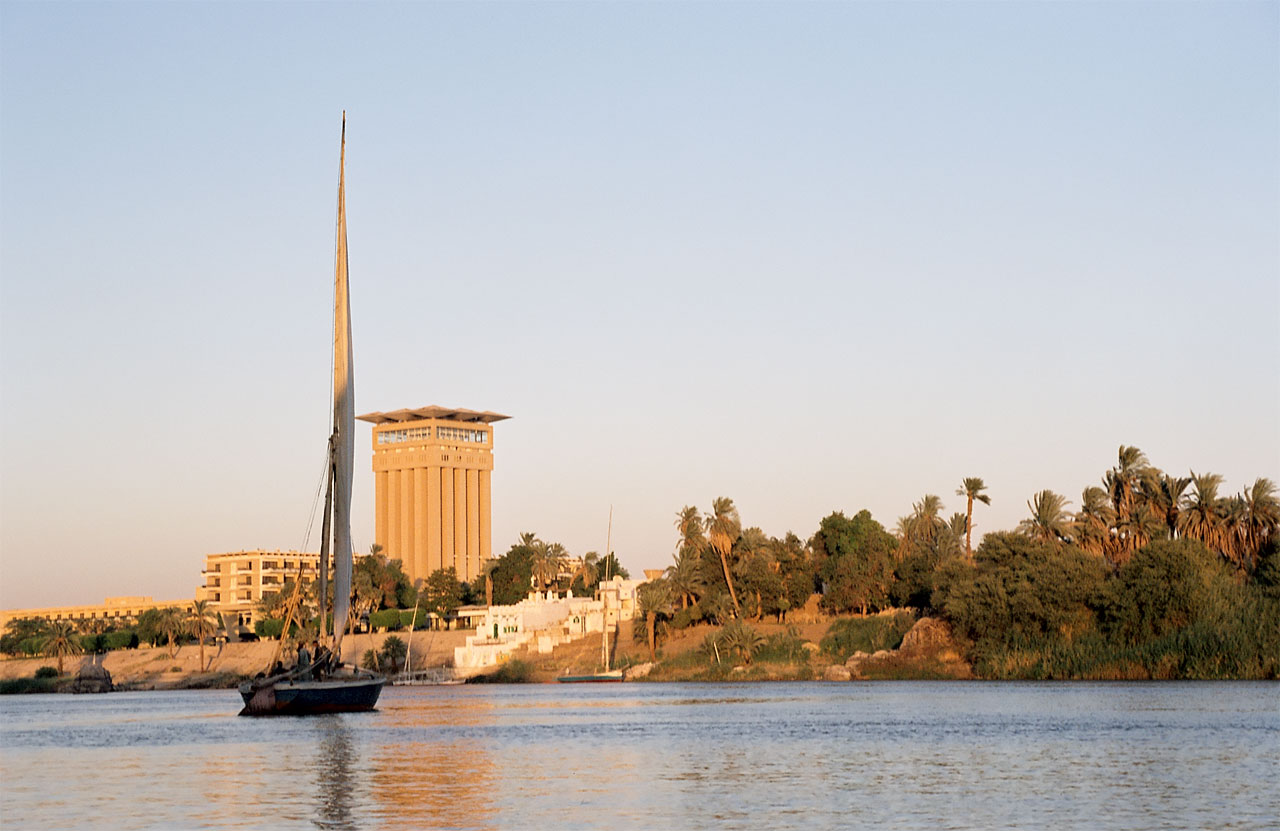
Feluka w Asuanie
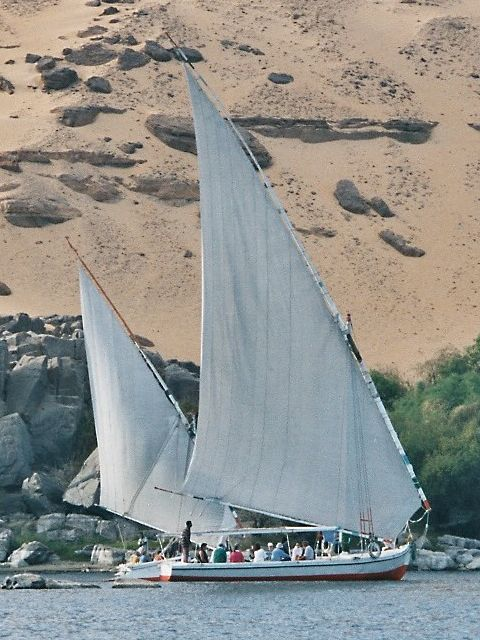
Feluki w Asuanie